# Mikołaj I Petrowić-Niegosz

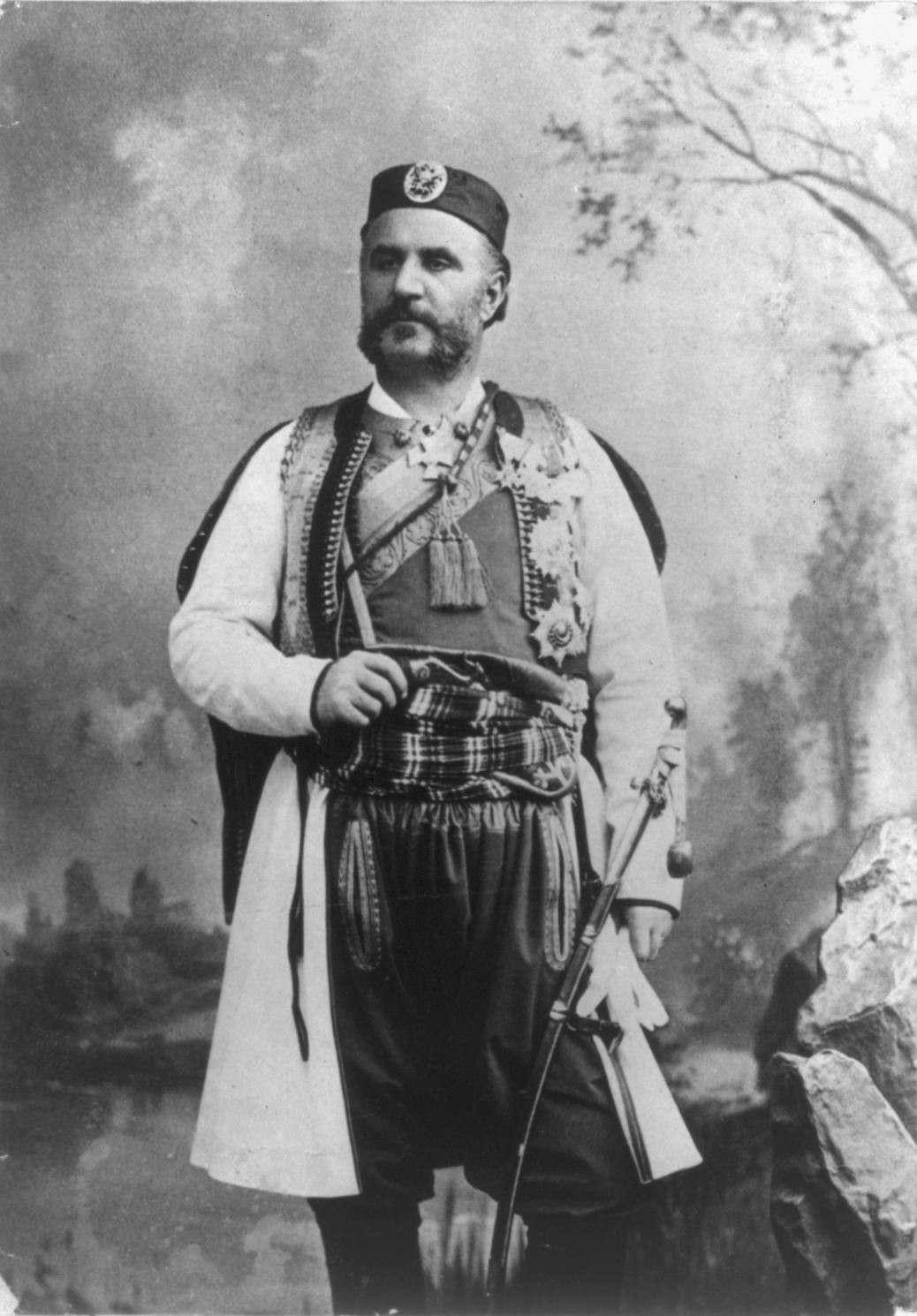
Mikołaj I w stroju marszałka Armii Czarnogórskiej

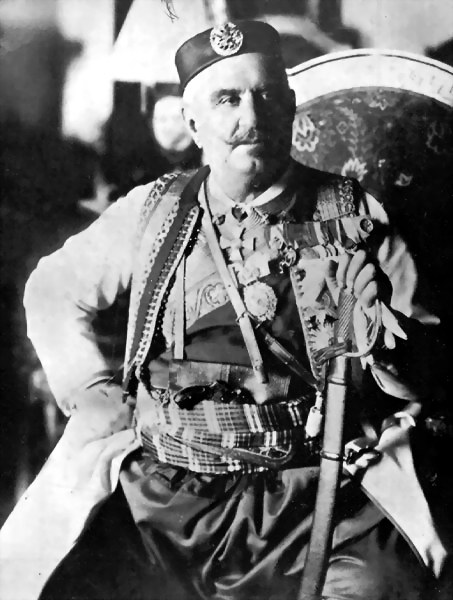
Mikołaj I w stroju koronacyjnym

Mikołaj, właśc. Nikola Mirkov Petrović-Njegoš, serb. Никола, (I) Мирков Петровић-Његош (ur. 25 września?/7 października 1841 w Njeguši, zm. 1 marca 1921 w Antibes) – książę Czarnogóry w 1860–1910, następnie król w 1910–1918, z dynastii Petrowiciów-Niegoszów.

## Życiorys
Mikołaj urodził się w starej rodzinie arystokratycznej, będącej faktyczną dynastią w Czarnogórze od 1697, za panowania Piotra II (1830–1851), łączącego władzę duchowną metropolity Cetynii i świecką władyki Czrnogóry. Przyszedł na świat jako jedyny syn Mirosława Petrowicia-Niegosza (1820–1867), wojewody Grahova i jego żony Anastazji z Martinovicióv (1824–1894). Miał dwie starsze siostry, o których niewiele wiadomo; starsza Maria została wydana za kpt. Gopcevicia, młodsza Anastazja (zm. 1879) za Savę Plemenaca. W 1852 panujący stryj Mikołaja, Daniel II (1851–1860) sekularyzował państwo, przyjmując tytuł księcia.
Mikołaj był wychowywany w duchu zaleceń brata stryjecznego jego dziadka Stanka (zm. 1851), ostatniego władyki (księcia i biskupa) czarnogórskiego Piotra II. Zaowocowało to u niego wysokim poczuciem odrębności kulturowej Słowian południowych. Mikołaj był przygotowywany do roli wojskowego. Wychowywał się z dala od ojczyzny. We wczesnym dzieciństwie został posłany do Istrii, aby księżna Darinka, żona Daniela I przysposobiła chłopca do zasad etykiety i nauczyła manier dworskich. Mieszkał wtedy w posiadłości ziemskiej Kustic k. Triestu. Księżna była zwolenniczką kultury francuskiej jako właściwej dla przyszłego władcy. Za jej aprobatą został posłany do szkoły w Paryżu. Mikołaj uczył się w Lycée Louis le Grand. W przeciwieństwie do współczesnych mu następców tronów, zwłaszcza włoskich i bałkańskich, kultura francuska nie zdominowała u niego kultury ojczystej. Dzięki paryskiej edukacji zyskał jednak miano księcia obytego na europejskich salonach, wykształconego i nowoczesnego.
Już w młodości Mikołaj wykazywał zagorzały patriotyzm, co wyrażał m.in. pisząc wiersze. Reprezentowały one wysoki poziom artystyczny i miały umocnić poczucie odrębności kulturowej Czarnogórców.

## Panowanie
13 sierpnia 1860, wraz ze śmiercią swojego stryja Daniela i rezygnacją ojca, objął rządy książęce . Natychmiast podjął przygotowania wojenne przeciwko Turcji, wspierając powstanie w Hercegowinie (1852–1862). Mikołaj wystosował ultimatum do sułtana, aby ten uznał suwerenność Czarnogóry i dokonał korekcji granic, włączając do księstwa portowe miasto Bar. Jednak klęska militarna Bośniaków, zmusiła Mikołaja do podjęcia rokowań pokojowych w 1862. Niepodległość kraju utrzymał wyłącznie dzięki interwencji dyplomacji Francji i Rosji.
Pod wpływem nastrojów społecznych, powodowanych przez kolejne powstanie w Hercegowinie (1875–1878), Mikołaj zainicjował rozmowy z księciem Serbii Milanem II, w wyniku których kierowane przez nich państwa zawarły w czerwcu 1876 sojusz antyturecki. Traktat ustalił, że państwa będą dystansowały Austro-Węgry od spodziewanego konfliktu i wystąpią w nim wspólnie oraz, że po wygranej Bośnia przypadnie Serbii, a Hercegowina Czarnogórze. 30 czerwca 1876 Serbia wypowiedziała wojnę Turcji, ogłaszając że „ruch sprzymierzonych państw słowiańskich jest czysto narodowy”. Konflikt, który przeszedł do historii jako serbska wojna o niepodległość, zakończył się rozejmem 15 stycznia 1877. Pomimo militarnej porażki doprowadził on do ujęcia sprawy serbskiej przez delegację rosyjską na konferencji w San-Stefano . Na mocy zawartego traktatu 3 marca 1878, Mikołaj uzyskał dla Czarnogóry część południowej Hercegowiny, Bar i Podgoricę.
Potwierdzenie statusu niepodległego państwa na konferencji berlińskiej (1878) oraz zwiększenie terytorium Czarnogóry zapewniły jej podstawy rozwoju gospodarczego. Pojawienie się nielicznej warstwy mieszczańskiej i inteligencji skłoniło Mikołaja do przeprowadzenie reform ustrojowych kraju. W 1879 zadekretował zniesienie Senatu, a w jego miejsce ustanowił rząd złożony z pięciu ministerstw i uchwałodawczą Skupsztinę. Rzeczywiście Mikołaj sprawował władzę absolutną, gdyż na szefa rządu powołał swego kuzyna Bożydara, zaś nowy organ parlamentarny składał się z ośmiu wojewodów mianowanych przez księcia. W tym samym roku Mikołaj oktrojował prawo sądownicze, podporządkowując rozjemstwo nowo utworzonemu Sądowi Najwyższemu. W 1888 wprowadził kodeks cywilny, gdzie tradycyjne prawo zwyczajowe przeplecione zostało rozwiązaniami zapożyczonymi z innych państw, głównie niemieckich. Pozwoliło to księciu na wdrożenie reform administracji, wprowadzając dziesięć okręgów (nahija), podzielonych na gminy (kapitanija), które to zachowały władzę sądowniczą i wojskową. Na tej podstawie modernizował wojsko, ustanawiając regularną armię w miejsce pospolitego ruszenia.
W polityce zagranicznej Mikołaj utracił w 1870 poparcie Francji, wraz z upadkiem Napoleona III. Pozostawał wierny sojuszowi z Rosją, który potwierdził w 1868. Pozwoliło to Mikołajowi nie tylko na korzystne wsparcie Czarnogóry na arenie międzynarodowej. Również zapewniło to staranne wykształcenie jego córkom. Poprzez małżeństwa córek, Milicy i Anastazji z wielkimi książętami rosyjskimi, Piotrem i Mikołajem Mikołajewiczami jego rodzina weszła do bliskiego otoczenia carów. Książę Mikołaj szybko stawał się popularny tak wśród domów panujących, jak wśród mieszkańców wszystkich krajów południowosłowiańskich. Car Mikołaj II nazwał swojego czarnogórskiego imiennika „najlepszym przyjacielem, jakiego w ogóle ma Rosja”. Szukał książę oparcia także we Włoszech, jednak poza realizacją ambicji dynastycznych poprzez małżeństwo córki Heleny z następcą tronu Wiktorem Emanuelem wiele nie uzyskał. Szczególnie złe relacje prowadził z Serbią od czasu, gdy król Aleksander odrzucił propozycję ożenku z jedną z młodszych córek Mikołaja – Ksenią lub Wierą. Zmiany przyniósł dopiero przewrót dworski w Serbii w 1903, w którego wyniku władzę królewską objął jego zięć Piotr. O popularności Mikołaja świadczy dwukrotne goszczenie bałkańskiego monarchy na dworze sułtana Abdülhamida II, który zwykle gardził swoimi słowiańskimi sąsiadami.
Zmiana domu panującego w Serbii doprowadziła również do pobudzenia opozycji czarnogórskiej. Pod jej wpływem Mikołaj zwołał w 1905 zawieszoną Skupsztinę, nazywając ją zgromadzeniem ustawodawczym. W czasie jej obrad oktrojował Czarnogórze konstytucję, w znacznej mierze wzorowaną na serbskiej ustawie zasadniczej z 1869. Właściwie ustawa zasadnicza nie wiele zmieniała, tworząc fasadę państwa konstytucyjnego, kiedy to Mikołaj sprawował rządy w sposób absolutny. Pod auspicjami księcia zawiązała się Prawdziwa Partia Narodowa z premierem na czele. Jednak opozycyjna do niej liberalna Partia Narodowa również miała charakter dynastyczny, bo przewodniczył jej kuzyn księcia Aleksander. W 1907 po zdobyciu większości parlamentarnej przez drugą z partii i utworzeniu rządu Marka Radulovicia, książę rozwiązał Skupsztinę i rozpoczął prześladowanie opozycji.
Książę rozpisał nowe wybory, w których wyniku wyłonił się posłuszny monarsze rząd Lazara Tomanovicia. W wyniku terroru państwa w 1909 uwięziono 40 działaczy opozycji z Gavrą Vukoviciem na czele. Wobec działań księcia wzrastała na sile tajna opozycja młodoserbska. Wywodząca się z tego ruchu organizacja Omladina zorganizowała szereg nieudanych zamachów na życie Mikołaja.
Kryzys bośniacki w 1908 zmusił Mikołaja do wydania deklaracji z 5 kwietnia tegoż roku, gdzie stwierdził, że  pomimo sojuszu nie poprze zbrojnej interwencji Serbii, przemilczał jednak kwestię przynależności Hercegowiny. Dzięki poparciu Włoch doprowadził również do uwolnienia portów Czarnogóry z blokady przez flotę austro-węgierską.

### Starania o koronę
W 1883 r. Mikołaj odwiedził sułtana, z którym utrzymywał dobre stosunki, zarówno prywatne, jak i dyplomatyczne. W 1896 r. książę świętował dwóchsetlecie dynastii Petroviciów. W tym samym roku uczestniczył w koronacji cara Mikołaja II. W maju 1898 r. odwiedził królową Wiktorię w Windsorze. Dobre stosunki z państwami zachodnimi i Rosją pozwoliły Mikołajowi na aprobatę jego starań o koronę dla Czarnogóry. 28 sierpnia 1910 r. podczas obchodów jubileuszu 50-lecia panowania, władca przyjął tytuł króla, zgodnie z petycją od Skupsztiny (parlamentu) . W tym samym czasie został mianowany marszałkiem polowym armii rosyjskiej. Ten tytuł nigdy wcześniej nie przypadł żadnemu z cudzoziemców poza ks. Wellingtonem.

### Wojna i emigracja
Kiedy w 1912 wybuchła I wojna bałkańska, król Mikołaj był jednym z najbardziej entuzjastycznych zwolenników ataku na Turcję. Pragnął zupełnie wypchnąć Portę z Europy. Zdobył Szkodrę, mimo że Turcy zablokowali całe wybrzeże Czarnogóry. Dzięki Mikołajowi Czarnogóra stała się najwierniejszym sojusznikiem Serbii (serbski król Piotr I był jego zięciem). W czasie I wojny światowej zobowiązał się do pomocy Serbii w odebraniu Austriakom Bałkanów. Czarnogóra miała nadzieję na zdobycie zachodniej części Hercegowiny. Po tym jak Skupsztina doszła w 1918 r. do porozumienia z Piotrem I Karadziordzieviciem, Czarnogóra stała się w 1918 r. częścią Królestwa Serbów, Chorwatów i Słoweńców . Mikołaj I pozostał na emigracji we Włoszech aż do swojej śmierci w 1921 r.
W 1989 trumny ze zwłokami Mikołaja I i jego żony Mileny zostały przywiezione z San Remo, gdzie uprzednio para królewska była pochowana i złożono je w marmurowych sarkofagach w kaplicy na Ćipurze w Cetyni, niedaleko pałacu królewskiego, który kiedyś zamieszkiwali.